# Nozze del principe Umberto II

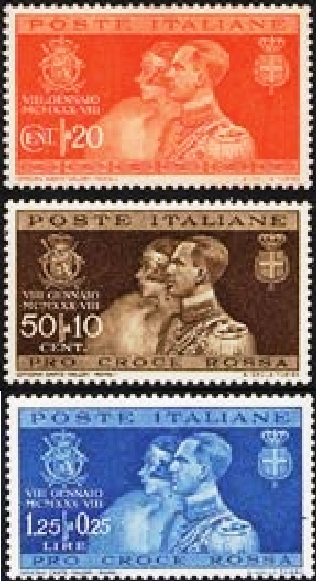
Francobolli commemorativi delle nozze dell'erede al trono Umberto

Nozze del principe Umberto II è una serie di tre francobolli emessa l'8 gennaio 1930 per celebrare il matrimonio del principe ereditario Umberto con la principessa Maria José, figlia di re Alberto I del Belgio e della regina Elisabetta.
La serie è nota anche per una rarità filatelica: un foglio del 20 c. stampato in verde per essere utilizzato nelle Colonie era privo di soprastampa e ha dato origine al raro "Nozze Verde". 
Maria Josè è l'unica consorte reale italiana ad aver avuto il privilegio di apparire su un francobollo regolarmente emesso: infatti le regine Margherita ed Elena sarebbero dovute apparire in due serie commemorative che però non vennero emesse, le Nozze d'argento di Umberto I e le Nozze di Vittorio Emanuele III.

## Scheda tecnica
- Stampa: rotocalco
- Fogli: da 200 esemplari
- Filigrana: a corona
- Dentellatura: 14 a pettine
- Tiratura: sconosciuta
- Disegnatore: Antonio Della Torre